# Fitna
Fitna —àrab: فتنة, fitna— és un mot àrab que es pot traduir com la divisió o la guerra civil en el si de l'islam. Té unes connotacions religioses molt particulars, de secessió, d'agitació i de caos, ja que expressa la idea d'un càstig infligit per Déu als pecadors, una prova per als musulmans en una situació de divisió de la comunitat dels creients (umma). Conté un judici negatiu i una interpretació moral, ja que la divisió de l'umma pot engendrar la seva desintegració i doncs la fi de l'islam, perdent-se així la possibilitat de Salvació pels creients. En l'islam es considera que l'ideal per a salvaguardar la unitat de la comunitat rau en l'autoritat d'un califa únic, que sabrà guiar-la de manera justa, ja que, per definició, seguirà el model del profeta Muhàmmad en ser-ne l'hereu. Per això, el conflictes sobre la legitimitat del califa han originat divisió i guerra civil (fitna). Històricament, el terme es fa servir en referència a les guerres civils (Primera fitna) que van tenir lloc en caure el califat Perfecte i durant lluites de poder al califat de Damasc (Segona fitna), així com a la greu crisi política i la guerra civil (Fitna de l'Àndalus) que desembocaria en la caiguda del califat de Còrdova i la creació de les taifes.